# Rendall

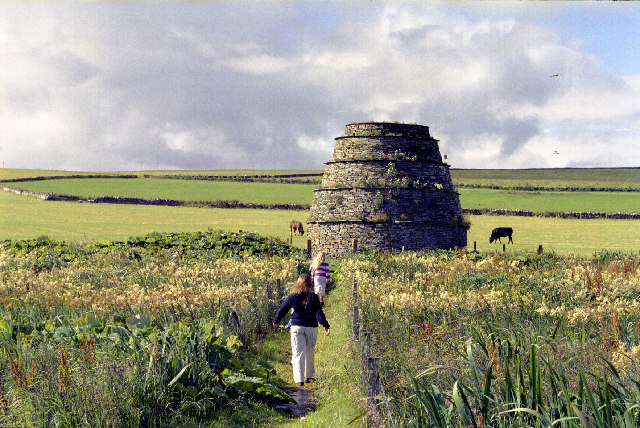
Taubenschlag - schott. Doocot von Rendall

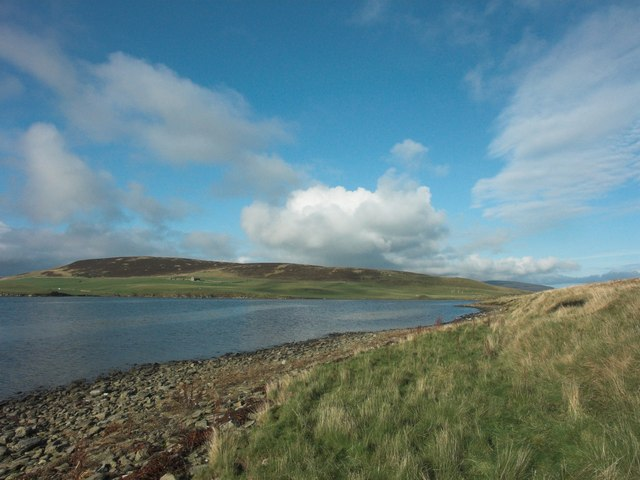
Blick auf die Insel Gairsay

Rendall (vom altnord. Rennudair – Tal des Renna) ist eine von 13 Verwaltungseinheiten auf Mainland, der Hauptinsel der Orkney in Schottland. Es liegt nordwestlich von Kirkwall, im Osten von Westmainland. Dazu gehört auch die Insel Gairsay, Wohnort des Wikingers Sweyn Asleifsson, der in den Orkneyinga saga erwähnt wird. 
Der Hauptort von Rendall ist Tingwall, von wo die Fähre zur Insel Rousay ablegt.
In der Eisenzeit entstanden in dieser Region die Brochs von Burgar, Dishero, Tingwall, Waswick und Hall of Rendall nordöstlich von Gordeness. Der auf Orkney einzigartige steinerne Doocot (englisch Dovecot(e))  – dt. Taubenschlag) von Hall of Rendall liegt unweit des Wide Firth. Die Küste Rendalls ist durch Erosion bedroht. So wurde der mittelalterliche Friedhof der St. Thomas Kirk (auch Tammeskirk) aufgespült.    
Brand- und Küstenseeschwalben bilden eine Kolonie auf dem Holm of Rendall. Das Schutzgebiet von Cottascarth ist Brutplatz der Kornweihe und Überwinterungsplatz von Wattvögeln. 